# Overlijdensrisicoverzekering (Nederland)
Een overlijdensrisicoverzekering (ook risicoverzekering genoemd) is een Nederlandse vorm van levensverzekering. Een tijdelijke overlijdensrisicoverzekering keert het vooraf afgesproken bedrag uit indien de verzekerde voor een bepaalde datum overlijdt. Een levenslange overlijdensrisicoverzekering keert het vooraf afgesproken bedrag uit wanneer de verzekerde overlijdt, ongeacht wanneer dit is.
De premie per tijdseenheid is vaak, ondanks de toenemende kans op overlijden naarmate de verzekerde ouder wordt, gedurende de afgesproken looptijd (eventueel levenslang) gelijk. De verzekering vóór het eind van de looptijd stoppen kan daarom voor de verzekeringnemer toegestaan zijn, maar dit is dus in principe wel onvoordelig voor hem.

## Doel van de verzekering
Sommige leningen worden kwijtgescholden bij overlijden, en hebben dus impliciet een soort overlijdensrisicoverzekering. Bij het afsluiten van een andere lening, met name ook een hypothecaire lening, is een overlijdensrisicoverzekering vaak verplicht. Dit geeft de schuldeiser aanvullende zekerheid, vooral als de overwaarde van het onderpand (vaak een huis) klein is, en bij leningen zonder onderpand.
Een overlijdensrisicoverzekering wordt ook vaak afgesloten voor de nabestaanden, bijvoorbeeld om de achterblijvende partner in staat te stellen om de hypotheek af te kunnen betalen of te kunnen stoppen met werken om de kinderen op te voeden. Ook kan een ondernemer een overlijdensrisicoverzekering afsluiten, waarbij de zakenpartner begunstigde is. Voor de zakenpartner wordt zo de mogelijkheid gecreëerd het aandeel van de erven af te kopen en de onderneming voort te zetten. Een overlijdensrisicoverzekering die wordt afgesloten om de kosten van de uitvaart te kunnen betalen wordt uitvaartverzekering genoemd.

## Soorten verzekeringen
Overlijdensrisicoverzekeringen worden ingedeeld naar looptijd, uitkeringsmoment en soort uitkering.

### Tijdelijk
De meeste overlijdensrisicoverzekeringen zijn tijdelijk. Dat wil zeggen dat de verzekering wordt aangegaan voor een bepaalde duur (bijvoorbeeld 30 jaar). Indien de verzekerde binnen de afgesproken duur komt te overlijden, dan keert de verzekeraar uit. Een tijdelijke overlijdensrisicoverzekering is de meest voorkomende variant. 

### Levenslang
Een uitvaartverzekering is meestal levenslang. Daarnaast wordt een levenslange overlijdensrisicoverzekering meestal afgesloten om de nabestaanden in staat te kunnen stellen de erfbelasting te kunnen voldoen. Omdat de verzekeraar met zekerheid ooit uit moet keren is de premie voor een levenslange verzekering hoger dan voor een tijdelijke.

### Vaste termijn
Dit is een tijdelijke verzekering, met het verschil dat de verzekeraar na overlijden pas op de einddatum van de verzekering uitkeert. De premie voor deze variant zal lager zijn dan bij gewone tijdelijke verzekering.

### Gelijkblijvend of dalend
Bij een gelijkblijvende overlijdensrisicoverzekering blijft het verzekerd bedrag gelijk. Het is ook mogelijk de hoogte van het verzekerd bedrag (en daarmee de premie) jaarlijks te laten dalen, met een vast bedrag (lineair dalend) of een vast percentage (annuïtair dalend). Een dalende verzekering kan bijvoorbeeld worden afgesloten bij een hypotheek. Beide partners werken, echter geen van beide is in staat de hypotheeklasten alleen te kunnen voldoen. De verwachting is dat beiden de komende jaren meer gaan verdienen. Een dalende verzekering kan dan uitkomst bieden.

## Begunstigde
De nabestaanden zijn standaard de begunstigden (zij ontvangen de uitkering). De verzekeringnemer is echter vrij een andere begunstiging op te nemen. In veel gevallen zal een bank bij een hypotheek een overlijdensrisicoverzekering verplicht stellen. Door middel van een clausule op de verzekering zal de bank zichzelf als begunstigde op laten nemen. De standaard begunstiging is: 
1. De huwelijkspartner waarmee de verzekeringnemer ten tijde van de uitkering was gehuwd;
2. De kinderen van de verzekeringnemer;
3. De erven van de verzekeringnemer.

## Acceptatie
De verzekeraar zal voor acceptatie van de verzekering geïnformeerd willen worden over de gezondheidstoestand van de kandidaat-verzekerde. Bij een aanzienlijk hogere kans op vroegtijdig overlijden zal de verzekeraar de verzekering niet zonder meer accepteren. De Wet op de medische keuringen staat dit toe. Bij lagere verzekerde bedragen zal volstaan kunnen worden met een gezondheidsverklaring. In de gezondheidsverklaring zal de verzekeraar vragen stellen over de gezondheidstoestand. Zo nodig zal de verzekeraar medische informatie op willen vragen (bijvoorbeeld bij de huisarts). Vanaf een verzekerd bedrag van circa € 160.000 mag de verzekeraar van de verzekerde verlangen zich te laten keuren. Een dergelijke keuring zal doorgaans door een huisarts (niet de eigen huisarts) worden verricht. Bij grote verzekerde bedragen wordt een keuring door een internist verlangd.

## Fiscaal
Over de uitkering van een overlijdensrisicoverzekering is in principe erfbelasting verschuldigd. Om belastingheffing te voorkomen, wordt een overlijdensrisicoverzekering vaak gesplitst. Partner A is verzekerde terwijl partner B de verzekeringnemer is, en eventueel vice versa. Hierdoor is partner B de premiebetalende partij en is er geen sprake van schenking. Aangetoond moet worden dat partner B de premies ook daadwerkelijk heeft betaald. Tot slot dienen de partners op huwelijkse voorwaarden te zijn getrouwd en dienen de huwelijkse voorwaarden een bepaling te bevatten dat de verzekeringen buiten de gemeenschap vallen. 
De premies voor de overlijdensrisicoverzekering zijn niet fiscaal aftrekbaar. 